# Hạ Trưng Thư
Trần Trưng Thư (chữ Hán: 陳徵舒; trị vì: 599 TCN), tên thật là Quy Trưng Thư (媯徵舒) hay Hạ Trưng Thư (夏徵舒), là vị vua thứ 20 của nước Trần – chư hầu nhà Chu trong lịch sử Trung Quốc.

## Giết Linh công
Hạ Chinh (Trưng) Thư là con của Hạ Ngự Thúc – một quý tộc nước Trần (lấy Hạ làm họ theo ấp phong) và là chắt của Trần Tuyên công.
Cha Trưng Thư là Hạ Ngự Thúc qua đời, mẹ là Hạ Cơ tư tình với nhiều đàn ông cùng lúc: Trần Linh công, các đại phu Khổng Ninh và Nghi Hàng Phủ.
Năm 599 TCN, Trần Linh công cùng Khổng Ninh và Nghi Hàng Phủ cùng đến nhà Hạ Cơ. Ba người nói chuyện đùa cợt, nói động tới Hạ Trưng Thư. Hạ Trưng Thư căm tức định bụng giết Trần Linh công. Ông thủ sẵn cung tên, nấp trong chuồng ngựa chờ Trần Linh công đi ra thì bắn. Trần Linh công trúng tên chết. Khổng Ninh và Nghi Hàng Phủ sợ hãi bỏ chạy sang nước Sở. Con Linh công là thế tử Quy Ngọ bỏ chạy sang nước Tấn.
Hạ Trưng Thư lên ngôi vua nước Trần.

## Bị giết
Nghe tin Hạ Trưng Thư giết Trần Linh công, Sở Trang vương bèn mang quân sang đánh. Quân Sở đông và mạnh, nhanh chóng đánh bại và bắt được Trưng Thư. Ông bị vua Sở mang tới Lật Môn xé xác. Hạ Trưng Thư chỉ làm vua được vài tháng.
Sở Trang vương định lập nước Trần thành một huyện của nước Sở, nhưng sau đó nghe Thân Thúc Thời can ngăn nên thôi, đón thế tử Ngọ nước Trần về lập lên ngôi, tức là Trần Thành công.